# Homer Dudley
Homer W. Dudley (1896 – 1980) è stato un ingegnere statunitense.
Negli anni trenta creò il primo sintetizzatore vocale per conto dei Bell Labs. Durante la seconda guerra mondiale fu a capo dello sviluppo di un metodo sicuro di trasmissione criptata della voce.

## I primi anni
Nato in Virginia, si trasferì in Pennsylvania ancora bambino al seguito della sua famiglia. Suo padre era un pastore ed entrambi i suoi genitori tenevano lezioni su argomenti classici e di religione. Dudley inizialmente orientò i propri studi verso l'insegnamento nelle scuole superiori e nei college ma di fronte alle difficoltà nel mantenere la disciplina in classe rinunciò a questa professione. Si iscrisse alla Pennsylvania State University, cambiando settore, e lì sviluppò un forte interesse nell'ingegneria elettronica, all'epoca specialità nascente. Dopo aver seguito alcuni corsi, Dudley trovò lavoro presso i Bell Laboratories, che all'epoca costituivano una divisione della Western Electric.  La sua carriera nei Bell Labs durò quarant'anni, per la maggior parte trascorsi nella divisione Trasmissioni Telefoniche.

## Teoria sulla voce umana
L'ambito di ricerca primario di Dudley ruota attorno all'idea di base che la voce umana si può ritenere legata fondamentalmente all'utilizzo di una portante, ovvero di un suono più o meno continuo la cui forma d'onda viene modulata e modificata dalla bocca, dalla gola e dalle fosse nasali fino a ottenere un discorso riconoscibile. La portante viene creata dalle corde vocali mentre gola, bocca e fosse nasali ne modificano la forma d'onda creando i formanti e generando quelli che vengono riconosciuti come suoni vocali (a, e, o eccetera). I suoni vocali a loro volta possono essere ulteriormente modificati da movimenti occlusivi (come per esempio quando si premono assieme le labbra per generare suoni tipo p o b) o da colpi di glottide (come quando si chiude la parte posteriore della gola per produrre un suono gutturale tipo gu). Dudley teorizzò la possibilità di generare artificialmente una voce umana comprensibile scomponendo il discorso parlato nei suoi moduli fondamentali per poi ricombinarli insieme nell'ordine desiderato. Sostituendo inoltre la frequenza naturale della portante della voce umana con una frequenza più alta, risulta anche possibile riprodurre il parlato con maggior chiarezza su distanze lunghe e a basso volume sonoro, dato che le frequenze più elevate sono udibili più chiaramente rispetto alle frequenze più basse.

## Il VOCODER e il VODER
Nel 1928 Dudley iniziò a sperimentare la generazione della voce umana tramite dispositivi elettromeccanici. Un punto chiave di questo processo fu lo sviluppo di un filtro passa banda parallelo che consentiva di riportare i suoni all'interno di una porzione specifica dello spettro udibile, attenuando i suoni al di sotto o al di sopra di una determinata banda di frequenza. Questo sviluppò porto al brevetto del Vocoder (contrazione di voice, voce, e coder, codificatore) come metodo per la riproduzione vocale tramite dispositivi elettronici con la possibilità di essere trasmesso a distanza, per esempio su linee telefoniche. Riproducendo elettronicamente il parlato umano, gli elementi componenti potevano essere filtrati in dieci bande specifiche dello spettro audio, consentendone la trasmissione su linee telefoniche con maggior chiarezza e intelligibilità. La voce così generata inoltre poteva essere compressa in una banda di frequenze molto stretta, consentendo così di trasmettere più conversazioni contemporaneamente sulla stessa linea telefonica usando bande di frequenza distinte.
Con l'assistenza del collega ingegnere Richard Riesz, Dudley creò in seguito il VODER (acronimo di Voice Operation DEmonstratoR, Dimostratore di Operazioni Vocali), ossia una console da cui un operatore poteva generare frasi su voce artificiale controllando un VOCODER tramite una tastiera e una pedaliera, considerata di uso difficile. Il VODER venne presentato nel 1939 agli stand dei Bell Laboratories alla Fiera Mondiale di New York e alla Golden Gate International Exposition. La dimostrazione al pubblico prevedeva la generazione di frasi e di porzioni di discorso, spesso non facilmente intelligibili, con un'operatrice alla console .

## Il progetto SIGSALY
Per conto dell'esercito degli Stati Uniti d'America, Dudley lavorò al progetto SIGSALY insieme al matematico, crittografo e pioniere inglese dell'informatica Alan Turing. SIGSALY era un sistema di trasmissione sicura delle conversazioni per renderle incomprensibili ad ascoltatori non autorizzati, basato sulle tecnologie sviluppate per i progetti VOCODER e VODER e che ricorreva a una sorgente di rumore casuale per criptare la voce. SIGSALY fu usato dai servizi segreti militari statunitensi nel corso della seconda guerra mondiale per trasmettere i messaggi classificati al massimo livello di segretezza.

## Gli ultimi progetti
Dudley continuò a lavorare presso i Bell Labs per tutta la prima parte degli anni sessanta. In questo periodo, inventò e perfezionò molte tecnologie che divennero poi essenziali nella telefonia. I suoi sviluppi nel campo della sintesi vocale furono elaborati da altri ricercatori per produrre strumenti ausiliari per persone non più in grado di usare le proprie corde vocali (come nel caso del sintetizzatore vocale usato dallo scienziato statunitense Stephen Hawking) e dai pionieri della musica elettronica, come Wendy Carlos, Robert Moog e il gruppo tedesco Kraftwerk. Uno degli ultimi progetti di Dudley fu lo sviluppo di un kit elettronico per hobbysti e studenti, denominato "Sintesi vocale: un esperimento per la generazione elettronica del discorso" e distribuito dai Bell Labs. Il kit conteneva i componenti con cui costruire un circuito elettronico in grado di produrre tre tipi differenti di formanti vocali. Il kit entrò in produzione nel 1963 e rimase in distribuzione fino alla fine degli anni sessanta.